# Diocese de Buenos Aires, América do Sul e Central
A Diocese de Buenos Aires, América do Sul e Central (em sérvio: Епархија буеносајреска и јужноцентралноамеричка; em castelhano: Diócesis de Buenos Aires, Sudamérica y Centroamérica) é uma eparquia da Igreja Ortodoxa Sérvia, com sede em Buenos Aires, Argentina.
A diocese tem paróquias e missões na Argentina, Brasil, Chile, Colômbia, Equador, Venezuela, Peru, Nicarágua, Costa Rica, Panamá, El Salvador, República Dominicana e Guatemala. Sua jurisdição compreende as Américas Central e do Sul.

## História
Em 10 de maio de 1963, as paróquias sérvias da América Central e do Sul foram incorporadas à eparquia da América Ocidental. Em 22 de maio de 1988, eles foram transferidos para a Eparquia da América do Leste.
A diocese de Buenos Aires foi formada por decisão do Santo Sínodo da Igreja Ortodoxa Sérvia em 26 de maio de 2011. Anfilóquio Radović, Arcebispo de Cetinje e Metropolita de Montenegro e do Litoral, foi nomeado bispo administrador. A igreja da Natividade da Virgem em Buenos Aires, construída entre 1986 e 1995, foi declarada catedral da diocese.
Em 13 de outubro de 2012, em Buenos Aires, foi realizada a primeira sessão do conselho de administração da eparquia, sob a presidência de Radović.
A eparquia teve seu primeiro bispo em 2018, quando Cirilo Bojović foi eleito primeiro bispo diocesano de Buenos Aires e América do Sul.

## Paróquias
A Diocese de Buenos Aires tem 18 paróquias na Argentina, Brasil, Venezuela, República Dominicana, Equador, Peru e Chile.

#### Argentina
- Paróquia da Natividade da Virgem, Buenos Aires
- Paróquia de São Savas, Buenos Aires
- Paróquia de São Nicolau, Machagai
- Paróquia São Miguel Arcanjo, Venado Tuerto
- Paróquia São Pedro II Njegos, General Madariaga
- Paróquia de São Jorge (no mosteiro de São Serafim de Sarov), La Plata

#### Brasil
- Paróquia da Dormição da Mãe de Deus, Recife
- Paróquia de São João Crisóstomo, Caruaru
- Paróquia de Santo Antônio, o Grande, Belo Jardim
- Paróquia de Santo Antônio, o Grande, Raposa

#### Venezuela
- Paróquia de São Jorge, Caracas
- Paróquia de São João Batista, Maracay

#### República Dominicana
- Paróquia Missionária da Transfiguração do Senhor, Bávaro

#### Equador
- Paróquia Missionária da Anunciação da Mãe de Deus, Guayaquil

#### Peru
- Paróquia Missionária da Transfiguração do Senhor, Lima

#### Chile
- Paróquia do Santo Bispo Nicolau de Zica e Ocrida e Toda a América, Santiago

#### Colômbia
- Paróquia Santíssima Trindade, Bello

#### El Salvador
- Paróquia Missionária São Tiago Justo, Irmão do Senhor, San Salvador

## Mosteiros
- São Serafim de Sarov, La Plata (Argentina) (masculino)
- Santíssima Trindade, Camaragibe (Brasil) (masculino)
- São Nicolau, Machagai (Argentina) (feminino)

## Bispos
- Anfilóquio Radović (26 de maio de 2011 - 10 de maio de 2018) - Administrador temporário
- Cirilo Bojović (desde 10 de maio de 2018)